# Saxifraga padellae
Saxifraga padellae är en stenbräckeväxtart som beskrevs av Bruegg.. Saxifraga padellae ingår i Bräckesläktet som ingår i familjen stenbräckeväxter. Inga underarter finns listade i Catalogue of Life.